# Artyleria pułku
Artyleria pułku pododdziały artylerii wchodzące organicznie w skład pułków: piechoty, kawalerii, czołgów, pułków zmechanizowanych itp., niepodlegające bezpośrednio dowódcy pułku.
Na początku lat 60. XX w. w Wojsku Polskim wprowadzono tzw. „etaty pokojowo-wojenne”. Sprzęt artyleryjski rozmieszczony był zarówno w pułkowych bateriach artylerii jak i w batalionach piechoty zmotoryzowanej. W sumie w pułku zmechanizowanym było: 6 armat przeciwpancernych 85 mm, 6 dział bezodrzutowych 82 mm, 6 armat przeciwpancernych 57 mm, 6 moździerzy 120 mm i 9 moździerzy 82 mm.